# Юмагузино (Кугарчинский район)
Юмагу́зино (баш. Йомағужа) — село в Кугарчинском районе Башкортостана, административный центр Юмагузинского сельсовета. В 1935—1963 годах центр Юмагузинского района.

## География
Находится на берегах рек Белой, её притока Иртюбяк, речки Сулак. В 18 км от села расположена Юмагузинская ГЭС.
Географическое положение
Расстояние до:
- районного центра (Мраково): 30 км,
- ближайшей ж/д станции (Уфа): 250 км.

Ближайшие населённые пункты: села Александровка, Семено-Петровское, Ялчино, Сарышево, Акназарово.

## История
Указом 29.09.1960 г. село Юмагузино и посёлок бывшей Худайбердинской МТС Юмагузинского сельсовета объединено в одно село Юмагузино.
До 1963 — райцентр Юмагузинского района. С 1 февраля 1963 года в составе Мелеузовского района, с 1965 года — в составе Кугарчинского района.

## Население
| 1959 | 1989  | 2002  | 2009  | 2010  | 2021  |
| ---- | ----- | ----- | ----- | ----- | ----- |
| 2192 | ↗5198 | ↗5343 | ↘5161 | ↘4564 | ↗4633 |

Согласно переписи 2020 года, преобладающая национальность — башкиры (55,6 %), русские (34,2 %), татары (8,6 %).

## Достопримечательности
Расположено в относительной близости от:
- Нугушское водохранилище
- Мурадымовское ущелье — природный парк с уникальными природно-климатическими условиями, богатым разнообразием животного и растительного мира[8][9].
- Национальный парк «Башкирия» — природный парк с большим разнообразием растений и животных, многие из которых занесены в Красную книгу России[10][11].

## Известные уроженцы и жители
- Филиппов, Александр Павлович (7 ноября 1932 — 15 октября 2011) — поэт, переводчик, литератор, народный поэт Республики Башкортостан[12].
- Миннетди́н Гильметди́нович Ами́нов (15 октября 1922, Сарышево, Башкирская АССР — 12 августа 1969, Юмагузино, Башкирская АССР) — советский военнослужащий, Герой Советского Союза (23.10.1943).

## Инфраструктура
Социальные объекты
- Детский сад «Солнышко»;
- Средняя общеобразовательная школа № 1;
- Средняя общеобразовательная школа № 2;
- Музыкальная школа.
- Физкультурно-оздоровительный комплекс с ДЮСШ.
- Сельский дом культуры;
- Музей при СОШ № 1;
- Мечеть;
- Обелиск воинам, павшим в годы Великой Отечественной войны.

Экономика
В прошлом на селе работали десятки предприятий, в том числе кирпичный и молочный заводы, предприятия лесного хозяйства, колхоз «Красный маяк».
В 1980 годах экономическое развитие села в значительной степени было связано со строительством Иштугановского водохранилища. Крупнейшая стройка республики 1980-х гг. оказала существенное влияние на развитие пгт. Юмагузино. Трестом «Башгидрострой», генподрядчиком строительства водохранилища, в посёлке было построено, введено в эксплуатацию: 30 тыс. м² жилых площадей, 20,5 км автодорог, газопровод Мелеуз-Юмагузино, мост через реку Белая (1985 г.). Также в северной части посёлка построены производственные базы генподрядной и субподрядных организаций, занятых в строительстве водохранилища. Прекращение строительства Иштугановского водохранилища в 1990 году, распад СССР в 1991 году прекратил экономическое развитие Юмагузино.
В 1998 году было начато строительство Юмагузинского водохранилища. С 1998—2007 гг. экономическое развитие поселка, главным образом, определялось ростом количества рабочих мест, но не оказало существенного влияния на долгосрочное экономическое развитие селения.

## Транспорт
Находится на пересечении нескольких автодорог республиканского и межмуниципального значения. В 45 км  проходит региональная трасса Уфа-Оренбург (Р240).
Есть автовокзал.

## Религия
В селе есть мечеть.